# 1 000 kilomètres du Nürburgring 1957
Navigation
Édition précédente Édition suivante
Les 1 000 kilomètres du Nürburgring 1957, disputées le 26 mai 1957 sur le circuit du Nürburgring, sont la troisième édition de cette épreuve et la quatrième manche du Championnat du monde des voitures de sport 1957.

## Course

### Classement de la course
Classement à l'issue de la course (vainqueurs de catégorie en gras), :
| Pos. | N° | Classe | Pilotes                             | Pilotes                         | Écurie                    | Châssis                       | Tours                | Abandon               |
| ---- | -- | ------ | ----------------------------------- | ------------------------------- | ------------------------- | ----------------------------- | -------------------- | --------------------- |
| 1    | 14 | S+2.0  | Tony Brooks                         | Noël Cunningham-Reid            | David Brown               | Aston Martin DBR1/300         | 7 h 33 min 38 s 2 44 |                       |
| 2    | 5  | S+2.0  | Peter Collins                       | Olivier Gendebien               | Scuderia Ferrari          | Ferrari 335 S                 | 7 h 37 min 51 s 9 44 |                       |
| 3    | 6  | S+2.0  | Mike Hawthorn                       | Maurice Trintignant             | Scuderia Ferrari          | Ferrari 315 S                 | 7 h 38 min 27 s 2 44 |                       |
| 4    | 21 | S1.5   | Umberto Maglioli                    | Edgar Barth                     | Porsche KG                | Porsche 550A RS               | 7 h 47 min 17 s 3 44 |                       |
| 5    | 4  | S+2.0  | Francisco Godia-Sales Stirling Moss | Horace Gould Juan Manuel Fangio | Francisco Godia-Sales     | Maserati 300S                 | 43                   |                       |
| 6    | 12 | S+2.0  | Roy Salvadori                       | Les Leston                      | David Brown               | Aston Martin DBR1/300         | 43                   |                       |
| 7    | 22 | S1.5   | Richard von Frankenberg             | Helmut Schulze                  | Porsche KG                | Porsche 550A RS               | 43                   |                       |
| 8    | 10 | S+2.0  | Ron Flockhart                       | Jack Fairman                    | Ecurie Ecosse             | Jaguar D-Type                 | 43                   |                       |
| 9    | 15 | S+2.0  | Peter Whitehead                     | Graham Whitehead                | Peter Whitehead           | Aston Martin DB3S             | 42                   |                       |
| 10   | 7T | S+2.0  | Masten Gregory                      | Olinto Morolli                  | Scuderia Temple Buell     | Ferrari 250 TR                | 42                   |                       |
| 11   | 9  | S+2.0  | Ivor Bueb                           | Jock Lawrence (de)              | Ecurie Ecosse             | Jaguar D-Type                 | 42                   |                       |
| 12   | 30 | S1.5   | Heinz Schiller                      | Arthur Heuberger                | Ecurie La Meute           | Porsche 550 RS                | 42                   |                       |
| 13   | 19 | S2.0   | Gotfrid Köchert (de)                | Erwin Bauer                     | Gotfrid Köchert (de)      | Ferrari 500 TRC               | 41                   |                       |
| 14   | 29 | S1.5   | Carel Godin de Beaufort             | Sepp Liebl                      | Ecurie Maarsbergen        | Porsche 550 RS                | 42                   |                       |
| 15   | 3  | S+2.0  | Joakim Bonnier Stirling Moss        | Giorgio Scarlatti Harry Schell  | Officine Alfieri Maserati | Maserati 300S                 | 40                   |                       |
| 16   | 11 | S+2.0  | Ninian Sanderson                    | Dick Steed                      | Ecurie Ecosse             | Jaguar D-Type                 | 40                   |                       |
| 17   | 31 | S1.5   | Georges Harris                      | Claude Dubois                   | Équipe Nationale Belge    | Porsche 550 RS                | 39                   |                       |
| 18   | 23 | S1.5   | Dick Fitzwilliam                    | Peter Simpson                   | Fitzwilliam Racing Team   | MG A                          | 37                   |                       |
| 19   | 33 | S      | David Piper                         | Bob Hicks                       | David Piper               | Lotus-Climax Eleven           | 34                   |                       |
| 20   | 46 | GT+1.6 | Fritz Riess                         | Walter Schock                   | Fritz Reiss               | Mercedes-Benz 300 SL          | 8 h 27 min 45 s 6 44 |                       |
| 21   | 40 | GT+1.6 | Wolfgang Seidel                     | Peter Nöcker                    | Wolfgang Seidel           | Mercedes-Benz 300 SL          | 8 h 27 min 57 s 2 44 |                       |
| 22   | 43 | GT+1.6 | Arne Lindberg                       | Erich Waxenberger               | Arne Lindberg             | Mercedes-Benz 300 SL          | 8 h 27 min 58 s 2 44 |                       |
| 23   | 44 | GT+1.6 | Bengt Martenson                     | Wittigo Einsiedel               | Bengt O. Martenson        | Mercedes-Benz 300 SL          | 8 h 29 min 16 s 4 44 |                       |
| 24   | 59 | GT1.6  | Paul Ernst Strähle                  | Paul Denk                       | Paul-Ernst Strähle        | Porsche 356A Carrera          | 8 h 30 min 16 s 8 44 |                       |
| 25   | 55 | GT1.6  | Rolf-Friedrich Götze                | Ernst Vogel                     | Rolf-Friedrich Götze      | Porsche 356A Carrera          | 8 h 32 min 42 s 2 44 |                       |
| 26   | 61 | GT1.6  | Hans-Joachim Walter                 | Herbert Linge                   | Olof Persson              | Porsche 356A Carrera          | 8 h 36 min 41 s 9 44 |                       |
| 27   | 70 | GT1.6  | Werner Krause                       | Lothar Bender                   | Werner Krause             | Porsche 356A Carrera          | 8 h 39 min 37 s 0 44 |                       |
| 28   | 58 | GT1.6  | Hans-Georg Plaut                    | Helmut Zick                     | Hans-Georg Plaut          | Porsche 356A Carrera          | 8 h 41 min 35 s 4 44 |                       |
| 29   | 64 | GT1.6  | Günter Besier                       | Dieter Lissmann                 | “Max”                     | Porsche 356A Carrera          | 43                   |                       |
| 30   | 50 | GT1.6  | Harald von Suacken                  | Georg Bialas                    | Harald von Suacken        | Porsche 356A Carrera          | 43                   |                       |
| 31   | 62 | GT1.6  | Ludwig Blendl                       | Joachim Springer                | Ludwig Blendl             | Porsche 356A Carrera          | 42                   |                       |
| 32   | 66 | GT1.6  | Richard Trenkel (en)                | Siegfried Günther               | Richard Trenkel           | Porsche 356A Carrera          | 42                   |                       |
| 33   | 80 | GT1.3  | Eberhard Mahle                      | Edmund Graf                     | Eberhard Mahle            | Alfa Romeo Giulietta Veloce   | 8 h 37 min 24 s 3 42 |                       |
| 34   | 86 | GT1.3  | Adolf-Werner Lang                   | Fritz Müller                    | Adolf-Werner Lang         | Alfa Romeo Giulietta Veloce   | 8 h 38 min 12 s 5 42 |                       |
| 35   | 89 | GT1.3  | Karl Foitek (de)                    | Peter Monteverdi                | Karl Foitek               | Alfa Romeo Giulietta Veloce   | 8 h 48 min 31 s 9 42 |                       |
| 36   | 82 | GT1.3  | Marcel Stern                        | Paul Vogel                      | Ecurie La Meute           | Alfa Romeo Giulietta Veloce   | 41                   |                       |
| 37   | 67 | GT1.6  | Helmut Duetenberg                   | Heinz-Gerd Jäger                | Helmut Duetenberg         | Porsche 356A Carrera          | 40                   |                       |
| 38   | 83 | GT1.3  | Karl Falk                           | Wolfgang Niessen                | Karl Falk                 | Porsche 356A Carrera          | 40                   |                       |
| 39   | 68 | GT1.6  | Fred Block (en)                     | Rod Carveth                     | Fred Block                | Porsche 356A Carrera          | 39                   |                       |
| 40   | 91 | GT1.3  | Helmut Felder                       | Josef Jeser                     | Helmut Felder             | Alfa Romeo Giulietta Veloce   | 39                   |                       |
| 41   | 56 | GT1.6  | John Blaksley                       | Ellis Cuff-Miller               | Fitzwilliam Racing Team   | MG A                          | 38                   |                       |
| 42   | 85 | GT1.3  | Harry Merkel                        | Hans Knippel                    | Harry Merkel              | Porsche 356A                  | 38                   |                       |
| 43   | 92 | GT1.3  | Mathieu Hezemans (de)               | Hubert Oebels                   | Ecurie Maarsbergen        | Porsche 356A                  | 38                   |                       |
| Abd. | 69 | GT1.6  | Don Dickey                          | Christian Heins (de)            | Donald R. Dickey          | Porsche 356A Carrera          | 32                   | ?                     |
| Abd. | 42 | GT+1.6 | Sten Bielke                         | Stig Eklund                     | Sten Bielke               | Mercedes-Benz 300 SL          | 30                   | ?                     |
| Abd. | 24 | S1.5   | Robin Carnegie (en)                 | John Hogg                       | Fitzwilliam Racing Team   | MG A                          | 28                   | Soupape ?             |
| Abd. | 41 | GT+1.6 | Gunther Thiel                       | Heinz Meyer                     | Wolfgang Seidel           | Mercedes-Benz 300 SL          | 28                   | ?                     |
| Abd. | 52 | GT1.6  | Rolf Appel (en)                     | Fred Albrecht                   | Rolf Appel                | Porsche 356A Carrera          | 22                   | Accident              |
| Abd. | 28 | S1.5   | Georges Berger                      | Jean Otten                      | Georges Berger            | Maserati 150S                 | 21                   | ?                     |
| Abd. | 88 | GT1.3  | Isabelle Haskell                    | Carlos Menditéguy               | Madinina                  | Alfa Romeo Giulietta Veloce   | 21                   | Boîte de vitesses     |
| Abd. | 2  | S+2.0  | Harry Schell Stirling Moss          | Juan Manuel Fangio              | Officine Alfieri Maserati | Maserati 450S                 | 19                   | Réservoir             |
| Abd. | 81 | GT1.3  | Walter Ringgenberg                  | Heini Walter                    | Walter Ringgenberg        | Alfa Romeo Giulietta Veloce   | 18                   | Boîte de vitesses     |
| Abd. | 32 | S      | Mike Anthony                        | Bill Frost                      | Mike P. Anthony           | Lotus-Climax Eleven           | 17                   | Accident              |
| Abd. | 26 | S1.5   | Luigi Piotti                        | Corrado Manfredini              | Automibili Osca           | Osca S1500                    | 15                   | ?                     |
| Abd. | 87 | GT1.3  | Kurt Zeller                         | Rudolf Wilhelm Moser            | Kurt Zeller               | Alfa Romeo Giulietta Veloce   | 11                   | ?                     |
| Abd. | 17 | S2.0   | Antonio Creus                       | Freddy Rouselle (de)            | António Creus             | Ferrari 750 Monza             | 11                   | Amortisseur           |
| Abd. | 53 | GT1.6  | Hanns Roth                          | Ludwig Fischer                  | Hanns Roth                | Porsche 356A Carrera          | 11                   | ?                     |
| Abd. | 1  | S+2.0  | Stirling Moss                       | Juan Manuel Fangio              | Officine Alfieri Maserati | Maserati 450S                 | 9                    | Perte de roue arrière |
| Abd. | 34 | S      | Tony Hogg                           | David Piper                     | David Piper               | Lotus-Climax Eleven           | 7                    | Accident              |
| Abd. | 16 | S+2.0  | Henry Taylor                        | Archie Scott Brown              | Murkett Bros.             | Jaguar D-Type                 | 4                    | Accident              |
| Abd. | 45 | GT+1.6 | Jacques de Maubou                   | Georges Brule                   | Jacques de Maubou         | Jaguar XK140                  | 4                    | ?                     |
| Abd. | 57 | GT1.6  | Patsy Burt (en)                     | Jean Bloxham                    | Fitzwilliam Racing Team   | MG A                          | 4                    | Pompe à huile         |
| Abd. | 65 | GT1.6  | Bo Elmhorn Bertil Nässil            | Dieter von Reiswitz             | Bo Elmhorn                | MG A                          | 4                    | ?                     |
| Abd. | 84 | GT1.3  | Helmut Busch                        | K. H. Zimmerman                 | Helmut Busch              | MG A                          | 4                    | ?                     |
| Abd. | 36 | S      | Herbert MacKay-Fraser               | Dan Marqulies                   | Dan Marqulies             | Lotus-Climax Eleven           | 3                    | Axe arrière           |
| Dsq. | 25 | S1.5   | Sergio Mantovani                    | Alejandro de Tomaso             | Madunina                  | Osca S1500                    |                      | Assistance            |
| Dsq. | 51 | GT1.6  | Sepp Greger                         | Wolfgang Bieling                | Sepp Greger               | Porsche 356A Carrera          |                      | Assistance            |
| Np.  | 48 | GT+1.6 | Olivier Gendebien                   | Wolfgang von Trips              | Équipe Nationale Belge    | Ferrari 250 GT LWB Scaglietti |                      | Accident aux essais   |